# Ін-Геззам (вілаєт)
Ін-Геззам (араб. ولاية عين قزام) — новий вілаєт Алжиру, створений 19 грудня 2019 року шляхом виокремлення з території вілаєту Таманрассет. Адміністративний центр — місто Ін-Геззам.

## Географічне положення
Вілаєт є найпівденнішим у країні, розташований у пустелі Танезруфт. На півночі межує з вілаєтом Таманрассет, на північному заході — з новоствореним вілаєтом Бордж-Баджи-Мохтар та областю Кідаль (Малі ) і регіоном Агадес (Нігер) на південному заході і південному сході відповідно.

## Адміністративний поділ
Поділяється на 2 округи.